# Lorenzo Bettarini
Lorenzo Bettarini (Udine, 4 settembre 1956) è un ex cestista e allenatore di pallacanestro italiano.

## Carriera
Il "Betta" per tutti i tifosi di pallacanestro udinesi che lo considerano una delle principali bandiere della pallacanestro friulana, è un ex giocatore di pallacanestro, ora allenatore, il quale, dopo essere uscito dal vivaio della Libertas Udine, ha disputato 12 stagioni in serie A italiana, tutte con la maglia dell'Apu Udine, formazione della quale è stato capitano, tranne un biennio alla Roller Firenze, dal 1976 al 1978, e tre stagioni nelle "minors" friulane con l'A.S. Udinenord "Eurocar" Udine, all'inizio degli anni Ottanta.
Il momento di maggiore rilievo della sua carriera è coinciso con la seconda metà degli anni Ottanta, quando ha conquistato una promozione in serie A1 con l'allora Apu Fantoni Udine, allenata da Claudio Bardini e con compagni di squadra del calibro di Larry Wright, Clarence Kea, Achille Milani, Marco Solfrini, Renzo Tombolato e Tiziano Lorenzon. Dal 1987 al 1990 è stato playmaker titolare dell'Apu, in serie A2, facendo da chioccia al giovanissimo Gianmarco Pozzecco, nell'Apu 1990-91.
In totale ha disputato 234 partite in serie A, segnando complessivamente 2940 punti, 10,4 di media a partita. Eccellente tiratore, soprattutto da fuori area, ha chiuso la carriera in serie A con il 54,3% nel tiro da due punti e con il 50,3% nel tiro da tre, oltre a un 84,1% nei tiri liberi. In particolare, risulta al primo posto nella classifica della serie A relativa al tiro da 3 punti, unico giocatore, nella storia del massimo campionato italiano, ad avere una percentuale realizzativa superiore al 50%, con almeno 500 tiri tentati. Nel 1988 ha sfiorato la convocazione in Nazionale, dell'allora CT Valerio Bianchini.
Statisticamente, la sua stagione migliore è stata il 1987-88, quando ha chiuso il torneo di serie A2 con 17,1 punti e il 54,9% da tre punti, giocando come playmaker titolare. Risale al 1987-88 anche il suo record di punti in una singola partita: 34, segnati alla Viola Reggio Calabria, con 4/6 da due e 7/8 da tre in 40 minuti nella gara persa 99-95 in Calabria, il 20 aprile 1988 nei play-out.
Dopo aver chiuso la propria carriera in serie A, ha giocato per alcune stagioni nella CBU Udine, nelle minors udinesi. Appese le scarpe al chiodo, ha intrapreso la carriera di allenatore, guidando prima la BB Fagagna, in serie B2, e poi entrando nello staff tecnico della Pallalcesto Amatori Udine, conquistando subito la promozione in serie A nel 1999-2000 e restando al fianco dei tecnici Matteo Boniciolli, Phil Melillo e Fabrizio Frates, fino al 2003-04.
Ha allenato il Fagagna in serie D nella stagione 2007-08
Ha allenato la formazione del Tarcento in serie C2 regionale.
Attualmente allenata la Virtus Feletto in serie D e nei campionati Under 18 Eccellenza e Under 18 Elite
Fuori dalla pallacanestro, la sua passione sono i cavalli.